# Косяцька сільська рада
Косяцька сільська рада — колишня адміністративно-територіальна одиниця та орган місцевого самоврядування в Ємільчинському (Емільчинському) районі Коростенської і Волинської округ, Київської та Житомирської областей Української РСР з адміністративним центром у селі Косяк.

## Населені пункти
Сільській раді на час ліквідації були підпорядковані населені пункти:
- с. Косяк

## Населення
Кількість населення ради, станом на 1931 рік, становила 1 100 осіб.

## Історія та адміністративний устрій
Створена 25 серпня 1926 року в складі колоній Косяк та Стовпецька Кривотинської сільської ради Емільчинського (згодом — Ємільчинський) району Коростенської округи. Станом на 1 жовтня 1941 року кол. Стовпецька не перебуває на обліку населених пунктів.
Станом на 1 вересня 1946 року сільська рада входила до складу Ємільчинського району Житомирської області, на обліку в раді перебувало с. Косяк.
Ліквідована 11 серпня 1954 року, відповідно до указу Президії Верховної ради УРСР «Про укрупнення сільських рад по Житомирській області», територію та с. Косяк приєднано до складу Кривотинської сільської ради Ємільчинського району Житомирської області.